# Мицалівка
Мицалі́вка — село в Україні, у Новодмитрівській сільській громаді, Золотоніського району Черкаської області. Населення становить 444 особи (2001).

## Історія
В історичних документах село вперше згадується у 1713 році. Цього ж року за військові заслуги військовому товаришу Сулимі на володіння селом було видано універсал переяславського полковника Степана Томари, хоча на той час село вже існувало. У «Генеральном следствии о маетностях Переяславского полка», проведеному у 1731 році, сказано: 
|  | Село Мицаловка, по свидетельству старожилов тамошних, прежде было войсковое и свободное и надлежало до города. |

Назва села, ймовірно, походить від прізвища козака, який уперше тут поселився. Йоги звали Мицал в честь якого було ще в ті часи поставлено кам'яний хрест написи на якому мало кому відомі.
У 1780-х роках було складено описи Київського намісництва. Згідно з ним Мицалівка приписана до Золотоніської сотні, тут було 96 дворів із населенням 248 осіб.
Наприкінці XVIII і на початку XIX століть селом володів статський радник Григорій Іванович Краснокутський.
Село є на мапі 1812 року.
У 1850-х Мицалівку відвідали українська письменниця Марко Вовчок та етнограф Осип Маркевич. Тут вони записали три пісні: «Да ходила Варочка по кімнаті», «На горі куриться та й куриться», «Горобейко в садку, у садку».
У 1879 році в Мицалівці було відкрито церкву святого Архістратига Михайла. Збудована з дерева, вона була однією із найвищих споруд навколишньої місцевості і за переказами старожилів з її дзвіниці в гарну погоду можна було бачити Черкаси. На межі століть при церкві відкрито школу грамоти.
На початку XX століття Мицалівка була в складі Золотоніської волості.
У 1930 році в Мицалівці створено колективне господарство «Червоний степ», що з часом перетворюється на КСГП «Промінь», а потім припиняє своє існування.
У роки Голодомору померло 42 мицалівчан, 70 загинуло в роки німецько-радянської війни.

## Населення

### Мова
Розподіл населення за рідною мовою за даними перепису 2001 року:
| Мова       | Кількість | Відсоток |
| ---------- | --------- | -------- |
| українська | 435       | 97.97%   |
| російська  | 7         | 1.57%    |
| білоруська | 1         | 0.23%    |
| вірменська | 1         | 0.23%    |
| Усього     | 444       | 100%     |

## Відомі люди
- Останні роки свого життя провів у селі самобутній поет Борис Остапчук (друкувався під псевдонімом Борис Ост).